# Paronychia aretioides
Paronychia aretioides är en nejlikväxtart som beskrevs av Dc. Paronychia aretioides ingår i släktet prasselörter, och familjen nejlikväxter. Inga underarter finns listade i Catalogue of Life.

## Bildgalleri

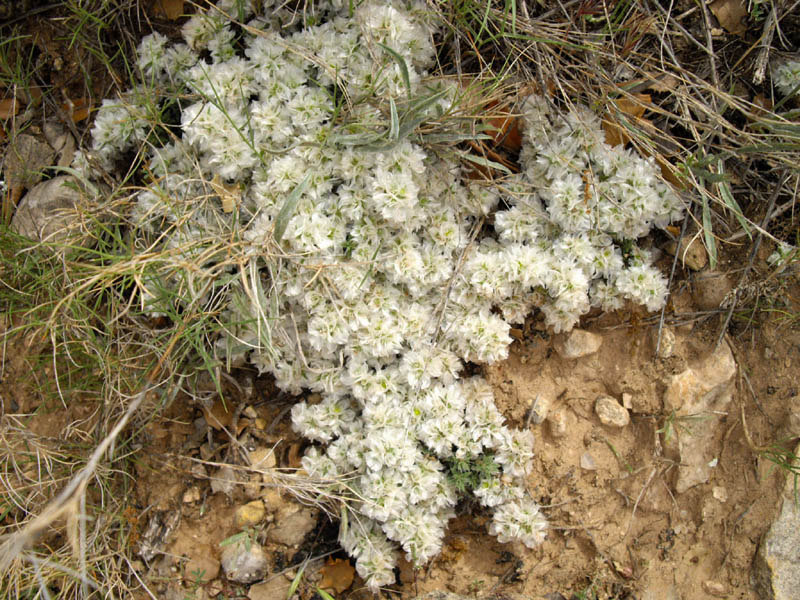
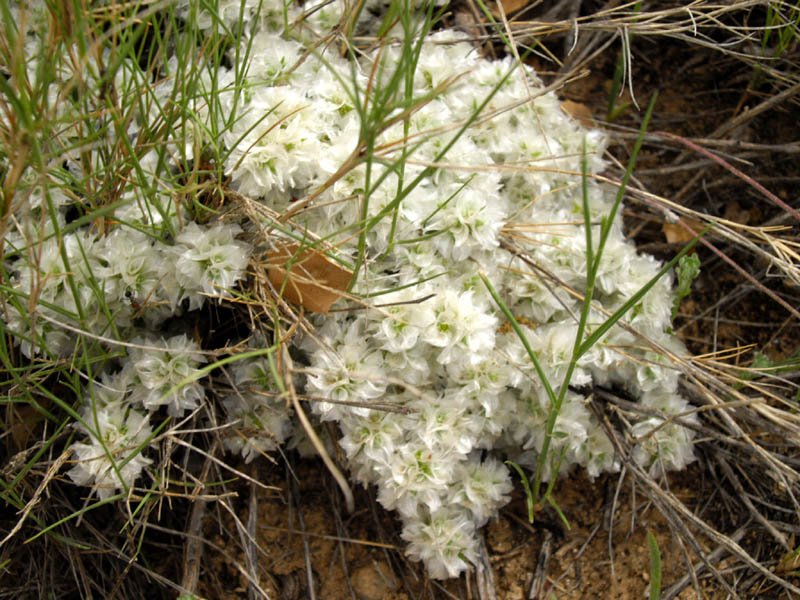